# Parlagi Lajos
Parlagi Lajos, Parlaghy, született: Purjesz Lajos (Szentes, 1877. január 5. – Auschwitz, 1944. december) színész, színházigazgató.

## Életútja
Purjesz Dávid (1833–1906) szűcssegéd és Neumann Linka (Karolina) fia. Horváth Zoltán és Rákosi Szidi iskoláiban tanult, majd a Magyar Színházhoz szerződött. Innen Micsey György igazgatóhoz, majd dr. Janovics Jenőhöz szerződött, ahol 20 évet töltött, mint titkár, főpénztáros, végül dr. Janovics vállalatainak helyettes igazgatója.
1921-ben a nagyváradi színház igazgatója lett és három évig vezette a színházat nagy hozzáértéssel és lelkesedéssel, azonban magyar érzelmei miatt gyanúba került, irredentizmussal vádolták meg és ezért nem vezethette tovább a színházat. Visszavonult a színészettől és Heyman Bélával együtt megalapította a „Heyman-színkör" néven működő mozivállalatot. A mozi igazgatójaként annak színpadán mindig helyet szorított a filmképek mellett a művészi előadószámoknak és jeleneteknek is.
1928 és 1933 között újból Nagyváradon volt igazgató, majd 1933-ban báró Kemény János meghívta a kolozsvári Thália Rt. ügyvezető igazgatójának.

### Magánélete
Felesége Purjesz Ilona Helena volt, akivel 1903. december 14-én Szegeden kötött házasságot. Leánya Parlagi Ilonka színésznő.